# Астахова, Кристина Андреевна
Кристи́на Андре́евна Аста́хова (род. 25 февраля 1997, Москва) — российская фигуристка, выступавшая в парном катании. С Алексеем Рогоновым становилась участницей Олимпийских игр (2018), бронзовой призёркой Гран-при России и Японии (2017), серебряной призёркой Унивверсиады (2015), победительницей Кубка России и турнира серии Челленджер (2014).

## Карьера
Кристина Астахова родилась в феврале 1997 года в столице России Москве. Фигурным катанием занимается с четырёх лет. С конца 2006 года она встала в пару с Никитой Бочковым. Эта пара просуществовала довольно долго и распалась в 2012 году; Бочков принял решение выступать за Беларусь. Кристина начала выступать с Максимом Курдюковым. За два года пара не отличилась прогрессированием. На российских чемпионатах пара оказывалась на предпоследних местах.
В мае 2014 года Кристина Астахова встала в пару с Алексеем Рогоновым. Осенью они дебютировали на международной арене на Кубке Вольво в Риге, который выиграли. В ноябре в Москве проходил российский этап Гран-при, с соревнований снялась российская пара и Российская федерация заявила на правах хозяев пару Астахову с Рогоновым. Новая пара выступила очень удачно, оказалась третьей. Через месяц пара очень удачно выступила на хорватском турнире Золотой конёк Загреба 2014, который выиграли при том значительно улучшили свои спортивные достижения в произвольной программе и сумме. На российском чемпионате в конце 2014 года, пара оказалась на 4-м месте
В начале февраля пара выступала на зимней Универсиаде в Испании. В короткой программе всё сложилось хорошо и спортсмены превысили свои прежние спортивные достижения и шли на втором месте. Но в произвольной программе они не смогли обойти китайских фигуристов. В конце февраля поступала информация, что пара Астахова и Рогонов едут третьей российской парой на мировое первенство в Шанхай и они в подтверждение своих амбиций выиграли Кубок России. На чемпионате мира в КНР они замкнули десятку лучших пар мира.
В новом сезоне в октябре 2015 года в Братиславе на Мемориале Непелы фигуристы выступили очень хорошо. Улучшили свои спортивные достижения в короткой программе и сумме. Фигуристы при этом выиграли произвольную программу. В основе их произвольной программы «Кукла» лежит балетный спектакль «Коппелия» (есть много постановок, и все объединяет кукольность движений).
Через три недели пара выступала в США на серии Гран-при Skate America. Фигуристы выступили очень неудачно, после короткой программы они занимали предпоследнее место, а в произвольной заняли последнее место. В начале ноября фигуристы выступили на этапе Гран-при Ауди Кубок Китая. Они оказались на пятом месте. В начале декабря спортсмены на турнире в Загребе выступили удачно, заняли второе место и улучшили свои прежние достижения в короткой программе. На национальном чемпионате выступление пары было успешным, фигуристы финишировали на четвёртом месте. На европейское первенство в Братиславу фигуристы не попадали и были лишь вторыми запасными. Однако две лучшие российские пары не смогли из-за травм поехать на турнир и фигуристы впервые дебютировали на континентальном чемпионате.
Новый предолимпийский сезон российская пара начала в Финляндии на традиционном турнире Finlandia Trophy, где они в серьёзной борьбе сумели получить серебряные награды. В середине октября российские фигуристы выступали на этапе Гран-при в Чикаго, где на Кубке Америки заняли место в середине турнирной таблицы. В начале ноября россияне выступали на своём втором этапе Гран-при в Москва, где на Кубке Ростелекома они заняли третье место, при этом они улучшили свои прежние достижения в короткой программе и сумме. В начале декабря пара выступала в Хорватии на турнире Золотой конёк Загреба, где они в упорной борьбе заняли первое место. Однако через несколько часов после соревнований судейская бригада отодвинула россиян на второе место. В конце декабря фигуристы выступили в Челябинске на чемпионате России, где заняли в упорной борьбе четвёртое место. Спортсмены в феврале приняли участие в финале Кубка России, который как и в позапрошлый год выиграли.

### В олимпийский сезон
Новый олимпийский сезон российские фигуристы начали в Братиславе, где на турнире Мемориал Ондрея Непелы, они в упорной борьбе финишировали с серебряными медалями. При этом они улучшили свои прежние достижения в сумме и короткой программе. В начале октября в Эспоо, на Трофее Финляндии, пара финишировала в середине турнирной таблицы. Через две недели россияне выступали в серии Гран-при на домашнем этапе, где пара финишировать с бронзой. Им также вновь удалось улучшить свои прежние достижения, только на этот раз лишь в сумме и произвольной программе. Спустя ещё три недели спортсмены приняли участие в японском этапе серии Гран-при, где финишировали с бронзовыми медалями. Им также удалось улучшить все свои прежние спортивные достижения. В начале декабря последовало выступление на Золотом коньке Загреба, которое пара уверенно завершила на втором месте. На национальном чемпионате в середине декабря в Санкт-Петербурге пара финишировала рядом с пьедесталом. В январе не получили приглашения на Олимпийские игры ведущая российская пара Ксения Столбова и Фёдор Климов, первыми запасными были Астахова и Рогонов. В середине февраля 2018 года в Канныне начались соревнования в индивидуальном турнире. Спортсмены без труда вышли в финальную часть соревнований и незначительно улучшили свои прежние достижения в короткой программе. В произвольной их выступление было не так хорошо и финишировали они в конце дюжины.
По окончании сезона (в начале лета) пара приняла решение пропустить текущий сезон по инициативе партнёрши. В конце июня Кристина уже заявила, что она приняла решение закончить выступления в большом спорте. В настоящее время Астахова является тренером оздоровительной группы в команде Этери Тутберидзе в «Хрустальном».

## Результаты
(Выступления с Алексеем Рогоновым)
| Соревнования                      | 14/15         | 15/16         | 16/17         | 17/18         |
| Международные                     | Международные | Международные | Международные | Международные |
| --------------------------------- | ------------- | ------------- | ------------- | ------------- |
| Олимпийские игры                  |               |               |               | 12            |
| Чемпионат мира                    | 10            |               |               | 8             |
| Чемпионат Европы                  |               | 7             |               |               |
| Гран-при. NHK Trophy              |               |               |               | 3             |
| Гран-при. Rostelecom Cup          | 3             |               | 3             | 3             |
| Гран-при. Cup of China            |               | 5             |               |               |
| Гран-при. Skate America           |               | 7             | 5             |               |
| Челленджер. Finlandia Trophy      |               |               | 2             | 5             |
| Челленджер. Золотой конёк Загреба | 1             | 2             | 2             | 2             |
| Челленджер. Мемориал Непелы       |               | 2             |               | 2             |
| Shanghai Trophy                   |               |               |               | 4             |
| Универсиада                       | 2             |               |               |               |
| Volvo Open Cup                    | 1             |               |               |               |
| Национальные                      |               |               |               |               |
| Чемпионат России                  | 4             | 4             | 4             | 4             |
| Финал Кубка России                | 1             |               | 1             |               |

| Соревнования                    | 07/08 | 08/09 | 09/10 | 10/11 |
| ------------------------------- | ----- | ----- | ----- | ----- |
| Чемпионат мира среди юниоров    |       |       |       | 7     |
| Юниорский Гран-при. Австрия     |       |       |       | 9     |
| Первенство России среди юниоров | 11    | 7     | 7     | 3     |
| Финал Кубка России              |       |       | 2     |       |
| Мемориал Н.А. Панина            |       |       |       | 5     |

| Соревнования         | 12/13         | 13/14         |
| Международные        | Международные | Международные |
| -------------------- | ------------- | ------------- |
| Minsk-Arena Ice Star |               | 1             |
| Национальные         |               |               |
| Чемпионат России     | 10            | 9             |
| Финал Кубка России   | 2             | 3             |